# توماس بلامي
توماس بلامي (بالإنجليزية: Thomas Blamey)‏ (و. 1884 – 1951 م) هو عسكري أسترالي، ولد في واجا واجا، بدأ مشواره المهني سنة 1906، ويحمل رتبة عسكرية Field marshal (Australia) ‏، توفي في ملبورن، عن عمر يناهز 67 عاماً.

## مناصب
تولى منصب مفوض شرطة فيكتوريا ‏ 1 سبتمبر 1925–9 يوليو 1936
.

## التعليم
تعلم في كلية القيادة والأركان الباكستانية ‏
.

## الخدمة العسكرية
خدم في جيش أستراليا.

## جوائز
حصل على جوائز منها:
- نيشان الحمام من رتبة فارس
- وسام النصر البريطاني [الإنجليزية]‏
- وسام الدفاع البريطاني
- Pacific Star [الإنجليزية]‏
- وسام الحرب البريطاني
- وسام الكفائة  [لغات أخرى]‏
- Australia Service Medal 1939–1945 [الإنجليزية]‏
- War Cross (Greece) [الإنجليزية]‏
- صليب الخدمة المميزة
- وسام نجمة أفريقيا العسكري [الإنجليزية]‏
- Commander of the Order of Saint John ‏
- شريك وسام القديس ميخائيل والقديس جورج  [لغات أخرى]‏
- صليب الفارس الأعظم لنيشان الإمبراطورية البريطانية
- 1914–15 Star [الإنجليزية]‏
- صليب الحرب 1914-1918 (فرنسا)
- نيشان الخدمة المتميزة  [لغات أخرى]‏
- لقب فارس
- نيشان الصليب الأعظم لرهبانية أوراني - ناساو